# Паспорт Африканского союза

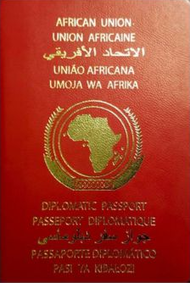
Паспорт Африканского союза

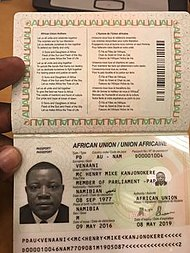
Паспорт Африканского союза намибийского политика Макгенри Венаани

Паспорт Африканского союза — единый паспорт, который, как предполагается, заменит существующие национальные паспорта и предоставит гражданам государств-членов Африканского союза безвизовый въезд во все 55 государств Африки. Он был учрежден 17 июля 2016 года на 27-й очередной сессии Африканского союза, состоявшейся в Кигали в Руанде и проведённой президентом Руанды Полем Кагаме и президентом Чада Идрисом Деби.

## Виды
Будет выпущено три вида паспорта Африканского союза:
- Обычный — выдаётся гражданам и предназначен для разовых поездок, например, отпусков и командировок. Будет содержать 32 страницы, срок действия — 5 лет.
- Служебный — выдаётся должностным лицам, связанным с государственными учреждениями, которые отправляются в служебную командировку.
- Дипломатический — выдаётся дипломатам и консулам для служебных путешествий, а также сопровождающим их иждивенцам.

## Языки
Надписи на паспорте доступны на пяти языках: английском, французском, арабском, португальском и суахили.